# Roland Eberle

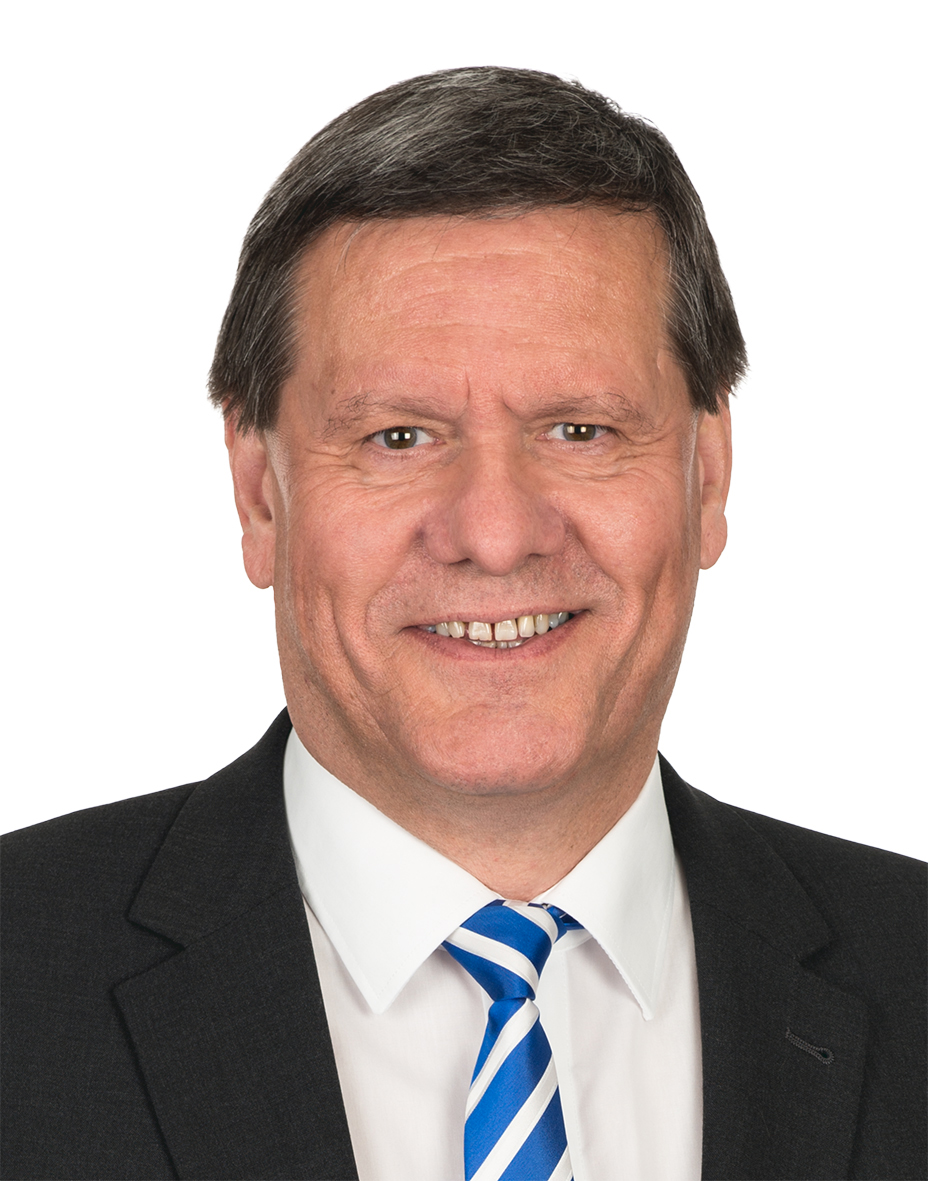
Roland Eberle (2015)

Roland Eberle (* 7. Dezember 1953 in Zürich) ist ein Schweizer Politiker (SVP). Von 2011 bis 2019 vertrat er den Kanton Thurgau im Ständerat.

## Ausbildung, Beruf und Privates
Eberle studierte Agronomie mit der Fachrichtung Agrarökonomie an der ETH Zürich. Danach arbeitete er als Assistent am Institut für Agrarwirtschaft an der ETH. 1984 wurde er Bauernsekretär des Thurgauer Bauernverbandes (Verband Thurgauer Landwirtschaft; VTL), ein Posten, den er bis zu seiner Wahl in den Thurgauer Regierungsrat 1994 innehatte. Nach seinem Rücktritt als Regierungsrat war er von 1. Juli 2006 bis 2011 CEO der Sia Abrasives in Frauenfeld. Eberle ist ausserdem Präsident der Stiftung Kartause Ittingen. Seit 2012 ist er Verwaltungsratspräsident der HRS Holding AG. Von 2012 bis Mai 2018 war er Verwaltungsratspräsident der De Martin AG, und von Frühjahr 2012 bis Frühjahr 2016 war er Mitglied im Verwaltungsrat der Spital Thurgau AG; dies war in Zusammenhang mit dem Spitalneubau in Frauenfeld, bei dem sich HRS als Generalunternehmung beworben hatte, als Interessenkonflikt kritisiert worden. Von 2013 bis 2019 war er (als Nachfolger von Philipp Stähelin und Vorgänger von Damian Müller) Präsident des Verbands Schweizerischer Futtermittelfabrikanten (VSF). Ausserdem sitzt er als Mitglied in diversen Verwaltungsräten, unter anderem der Groupe Mutuel und der Axpo Holding.
Der Katholik Eberle ist verheiratet und Vater von drei erwachsenen Kindern. Er wohnt in Weinfelden und ist Bürger von Flums. In der Schweizer Armee bekleidete er den Rang eines Grenadier-Oberleutnants.

## Politik
Eberle begann seine politische Karriere 1988 als Grossrat in der SVP-Fraktion. Von diesem Amt trat er 1994 zurück, als er in den Regierungsrat des Kantons Thurgau gewählt wurde. Dort stand er zuerst dem Departement für Justiz und Sicherheit und ab Juni 2000 dem Departement für Finanzen und Soziales vor. 2006 trat er als Regierungsrat zurück und war nicht mehr politisch aktiv. 2011 entschloss er sich zur Rückkehr in die Politik und kandidierte für die SVP als Ständerat. Bei den Ständeratswahlen übertraf er im ersten Wahlgang als einziger Kandidat das absolute Mehr und wurde somit Nachfolger von Hermann Bürgi im Ständerat. In der Wintersession 2017 übernahm er bis zu seinem Ausscheiden aus der kleinen Kammer das Präsidium der Kommission für Umwelt, Raumplanung und Energie (UREK). Roland Eberle stellte sich 2019 nicht zur Wiederwahl in den Ständerat zur Verfügung. Seine politische Tätigkeit in Bern endete gleichzeitig mit der 50. Legislatur zum 1. Dezember 2019.
Roland Eberle war im Dezember 2000 einer der zwei offiziellen Kandidaten der SVP bei der Bundesratswahl 2000 für die Nachfolge von Adolf Ogi. Er schied im 5. Wahlgang mit 17 Stimmen aus. Auch später, in den Jahren 2008 und 2011, wurde Eberle immer wieder als Kandidat für den Bundesrat gehandelt, er sagte aber jeweils ab.
Eberle war ausserdem von 2000 bis 2006 Präsident der eidgenössischen Flüchtlingskommission.